# Royal Rumble (2023)
Royal Rumble 2023 fue el 36⁰ evento anual, transmitido en vivo por el sistema de pago por visión de lucha libre profesional, producido por la WWE. Se llevó a cabo para luchadores de las divisiones de marca Raw y SmackDown. El evento tuvo lugar el sábado 28 de enero de 2023 en el Alamodome en San Antonio, Texas, como parte de la celebración del 30⁰ aniversario del Alamodome, inaugurado en 1993. Este fue el primer Royal Rumble donde el combate del mismo nombre abrió el evento, pero el séptimo en el que no fue el evento principal (después de 1988, 1996, 1997, 1998, 2006 y 2013).
También, el evento es recordado por tener la última lucha de Bray Wyatt, quien falleció siete meses después el 24 de agosto de un ataque cardíaco a la edad de 36 años.

## Producción
Royal Rumble es un evento anual, producido en el mes de enero por la WWE desde 1988. Es uno de los cinco eventos más grandes del año de la promoción, junto con WrestleMania, SummerSlam, Survivor Series y Money in the Bank. Lleva el nombre del combate Royal Rumble, una batalla real modificada en la que los participantes ingresan a intervalos cronometrados en lugar de que todos comiencen en el ring al mismo tiempo. El evento del año 2023 fue el evento número 36 en la cronología de Royal Rumble. Anunciado el 7 de septiembre de 2022, el evento fue programado para el sábado 28 de enero en el Alamodome en San Antonio, Texas, como parte de la celebración del 30° aniversario del Alamodome. Contó con luchadores de las marcas Raw y SmackDown. Además de transmitirse en el sistema PPV en todo el mundo, estuvo disponible para la transmisión en vivo en Peacock en los Estados Unidos y WWE Network a nivel internacional.
El combate Royal Rumble generalmente presenta a 30 luchadores y el ganador tradicionalmente gana un combate por el campeonato mundial en WrestleMania de ese año. Para el año 2023, hombres y mujeres podrían elegir por qué campeonato mundial competir en WrestleMania 39; los hombres pueden elegir el Campeonato de la WWE de Raw o el Campeonato Universal de la WWE de SmackDown, actualmente mantenido y defendido juntos como el Campeonato Universal Indiscutible de la WWE, mientras que las mujeres pueden elegir el Campeonato Femenino de Raw o el Campeonato Femenino de SmackDown.

## Antecedentes
En Survivor Series WarGames, Kevin Owens, que tuvo problemas en el pasado con Roman Reigns, fue uno de los miembros del equipo contrario en un partido de WarGames contra el equipo de Reigns, The Bloodline. Ambos anteriormente lucharon por el Campeonato Universal de la WWE solo para que Owens perdiera constantemente debido a la interferencia de los miembros de The Bloodline, incluido su mánager Paul Heyman; la última pelea por el título de Owens y Reigns fue hace dos años en el mismo evento. The Bloodline obtuvo la victoria en Survivor Series gracias a que Sami Zayn, el ex mejor amigo y antiguo compañero de Owens, le traicionó para mostrar su lealtad a The Bloodline. A pesar de la derrota, Owens continuó batallando con la agrupación durante las próximas semanas, y se asoció con un John Cena que regresaba para derrotar a Reigns y Zayn en el episodio del 30 de diciembre de 2022 de SmackDown. La semana siguiente, Owens desafió a Reigns por el Campeonato Universal Indiscutible de la WWE en Royal Rumble, que se hizo oficial.
El 26 de diciembre de 2022, el canal de YouTube de WWE promocionó un Pitch Black match que se llevaría a cabo en Royal Rumble en una promoción con Mountain Dew para el regreso del sabor "Pitch Black". En el episodio del 30 de diciembre de SmackDown, luego de un par de meses de supuestos ataques de Bray Wyatt a LA Knight, con el primero afirmando que era alguien llamado "Uncle Howdy", Knight lo desafió a un combate en Royal Rumble y Wyatt aceptó. Howdy luego apareció y atacó a Wyatt. Más tarde se confirmó que este sería el combate promocional de Pitch Black. El 4 de enero de 2023, durante una aparición en el podcast After The Bell, Knight dijo que lo único que sabía sobre el combate era que sería esencialmente una pelea callejera "algo así como en la oscuridad". En el episodio del 6 de enero de SmackDown, Michael Cole anunció que además la lucha sería un Anything Goes que terminaría por pinfall o sumisión, pero de ahí no se supo nada más.
En el episodio del 12 de diciembre de 2022 de Raw, Alexa Bliss derrotó a Bayley para convertirse en la retadora #1 al Campeonato Femenino de Raw. Después del combate, la campeona Bianca Belair hizo acto de presencia para felicitar a su entonces compañera de equipo y mientras los dos se abrazaban, el logotipo de Bray Wyatt apareció en el TitanTron (debido a la pasado de Bliss como acompañante de Wyatt) y Bliss posicionó a Belair para una Sister Abigail, pero volvió en sí antes de aplicárselo. La semana siguiente, Belair y Bliss fueron entrevistadas entre bastidores, donde al final del segmento, el logotipo de Wyatt apareció nuevamente en la pantalla y Bliss golpeó a Belair en la cabeza con un jarrón de flores. En el primer Raw del 2023, mientras se enfrentaba a Belair por el título, Bliss se distrajo con personas que usaban máscaras del Uncle Howdy, y después de que apareciera el logotipo de Wyatt en el TitanTron, Bliss atacó al árbitro causando que Belair retuviera el título aun ganando por descalificación. Al terminar la lucha, atacó también a Belair realizando dos DDT en las escaleras de acero. En el episodio del 16 de enero, Belair desafió a Bliss a una revancha por el campeonato en el Royal Rumble y ella aceptó.
En el episodio del 16 de enero de Raw, después de semanas de imágenes que mostraban a Cody Rhodes recuperándose de su lesión que sufrió antes de Hell in a Cell en junio pasado, Rhodes anunció que regresaría de su lesión como participante en el Royal Rumble masculino.

## Resultados
- Cody Rhodes ganó el Men's Royal Rumble Match (1:11:42).[17][18]
  - Rhodes eliminó finalmente a Gunther, ganando la lucha.
  - Rey Mysterio no ingresó a la batalla real, a pesar de que su entrada fue anunciada.
  - Tras ser eliminado, Brock Lesnar atacó a Baron Corbin, quien aún no había ingresado a la lucha.
  - Tras ser eliminados, Edge y Finn Bálor junto a Damian Priest se enfrentaron en ringside. Edge fue golpeado por Rhea Ripley, y Rhea fue atacada por Beth Phoenix.
- Bray Wyatt derrotó a LA Knight en un Mountain Dew Pitch Black Match (5:05).[17][19]
  - Wyatt cubrió a Knight después de un «Sister Abigail».
  - Después de la lucha, Wyatt atacó a Knight con un «Mandible Claw», para que Uncle Howdy lo atacara con un «Splash» desde la escenografia.
  - Lamentablemente, esta fue la última lucha de Wyatt en WWE debido a su fallecimiento siete meses más adelante.
- Bianca Belair derrotó a Alexa Bliss y retuvo el Campeonato Femenino de Raw (7:35).[17][20]
  - Belair cubrió a Bliss después de un «KOD».
  - Después de la lucha, Uncle Howdy confrontó a Bliss.
- Rhea Ripley ganó el Women's Royal Rumble Match (1:01:07).[17][21]
  - Ripley eliminó finalmente a Liv Morgan, ganando la lucha.
  - Esta lucha marcó el regreso de Michelle McCool, Nia Jax y Chelsea Green, así como Piper Niven y Asuka, quienes lo hicieron con nuevos gimmicks.
  - Con este resultado Rhea Ripley gana una oportunidad por el campeonato femenino de su elección para WrestleMania 39 eligiendo el Campeonato Femenino de SmackDown de Charlotte Flair
- Roman Reigns (con Paul Heyman & Sami Zayn) derrotó a Kevin Owens y retuvo el Campeonato Universal Indiscutible de la WWE (19:15).[17][22]
  - Reigns cubrió a Owens después de un «Spear».
  - Después de la lucha, The Bloodline atacó a Owens. Zayn lo defendió y traicionó a Reigns, por lo que fue golpeado por el resto de The Bloodline, a excepción de Jey Uso, quien se marchó del cuadrilátero.
  - Es la tercera vez que Reigns y Owens se enfrentan en este evento.

## Royal Rumble: entradas y eliminaciones
El color rojo ██ indica las superestrellas de Raw, azul ██ indica las superestrellas de SmackDown, amarillo ██ indica las superestrellas de NXT, gris ██ indica las superestrellas miembros del WWE Hall of Fame y sin color indica las superestrellas que son agentes libres. Cada participante entraba en intervalos de 90 segundos (1 minuto y medio).

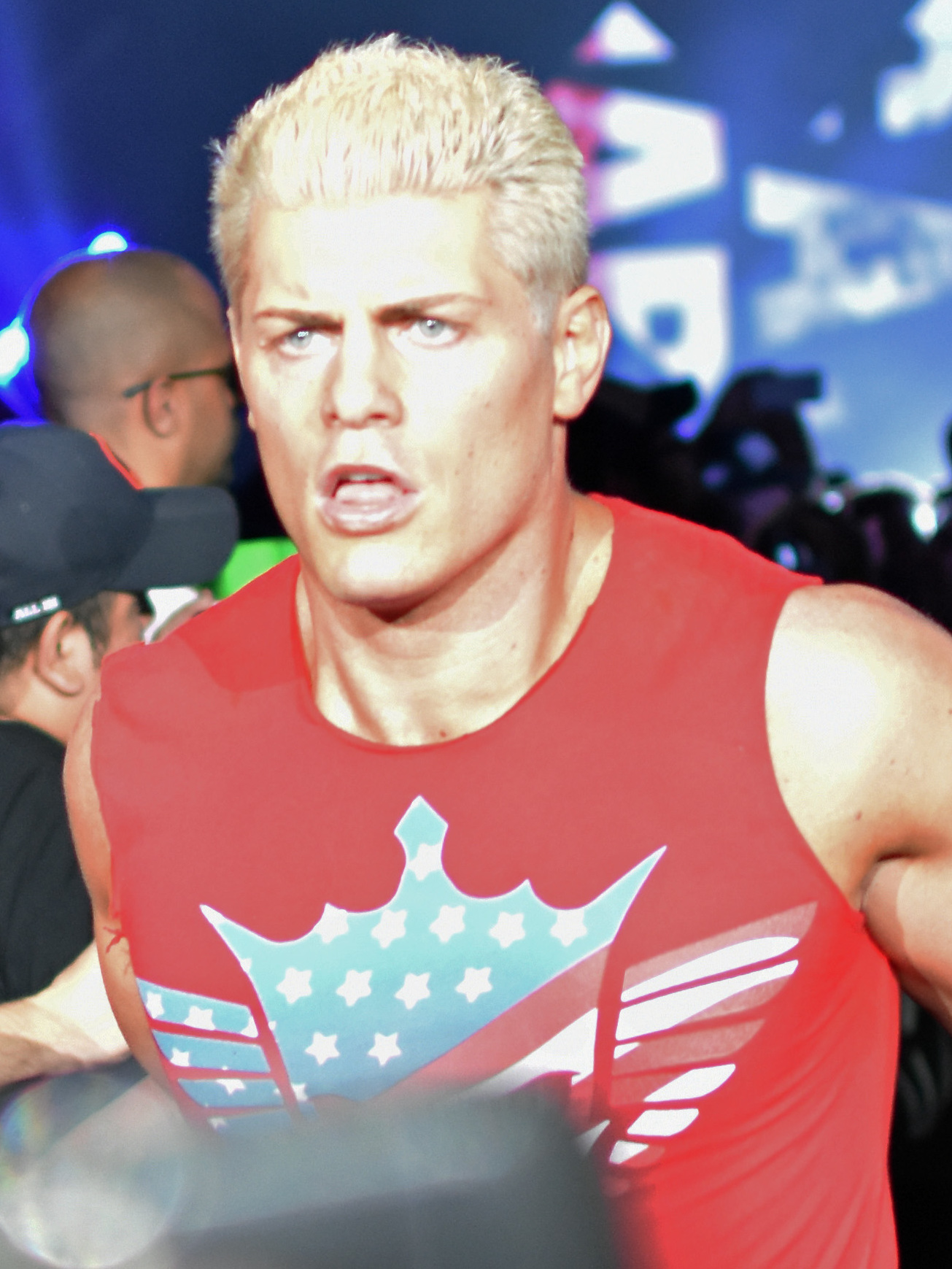
Cody Rhodes, ganador del Royal Rumble Masculino en el Royal Rumble 2023

### Royal Rumble masculino
| N.º | Entrada                | Orden | Eliminado por      | Tiempo  | Eliminaciones |
| --- | ---------------------- | ----- | ------------------ | ------- | ------------- |
| 1   | Gunther                | 29    | Rhodes             | 1:11:42 | 5             |
| 2   | Sheamus                | 21    | Gunther            | 52:33   | 3             |
| 3   | The Miz                | 1     | Sheamus            | 04:23   | 0             |
| 4   | Kofi Kingston          | 4     | Gunther            | 14:51   | 0             |
| 5   | Johnny Gargano         | 14    | Dominik y Balor    | 29:57   | 0             |
| 6   | Xavier Woods           | 3     | Gunther            | 10:29   | 0             |
| 7   | Karrion Kross          | 2     | McIntyre           | 04:11   | 0             |
| 8   | Chad Gable             | 6     | Lesnar             | 08:42   | 0             |
| 9   | Drew McIntyre          | 22    | Gunther            | 39:10   | 3             |
| 10  | Santos Escobar         | 5     | Lesnar             | 04:56   | 0             |
| 11  | Angelo Dawkins         | 7     | Lesnar             | 02:28   | 0             |
| 12  | Brock Lesnar           | 8     | Lashley            | 02:28   | 3             |
| 13  | Bobby Lashley          | 10    | Rollins            | 07:14   | 1             |
| 14  | Baron Corbin           | 9     | Rollins            | 00:07   | 0             |
| 15  | Seth "Freakin" Rollins | 27    | Paul               | 37:18   | 2             |
| 16  | Otis                   | 12    | McIntyre y Sheamus | 03:08   | 0             |
| 17  | Rey Mysterio           | 11    | -                  | 00:00   | 0             |
| 18  | Dominik Mysterio       | 23    | Rhodes             | 25:44   | 1             |
| 19  | Elias                  | 13    | McIntyre y Sheamus | 00:39   | 0             |
| 20  | Finn Balor             | 18    | Edge               | 07:45   | 2             |
| 21  | Booker T               | 15    | Gunther            | 00:42   | 0             |
| 22  | Damian Priest          | 17    | Edge               | 04:03   | 1             |
| 23  | Montez Ford            | 16    | Priest             | 00:44   | 0             |
| 24  | Edge                   | 19    | Balor              | 01:04   | 2             |
| 25  | Austin Theory          | 26    | Rhodes             | 16:39   | 1             |
| 26  | Omos                   | 20    | Strowman           | 02:26   | 0             |
| 27  | Braun Strowman         | 24    | Rhodes             | 11:12   | 1             |
| 28  | Ricochet               | 25    | Theory             | 09:14   | 0             |
| 29  | Logan Paul             | 28    | Rhodes             | 10:57   | 1             |
| 30  | Cody Rhodes            | -     | Ganador            | 15:08   | 5             |

1. ↑  Nuevo récord de mayor tiempo de estancia en el ring en un Royal Rumble, superando a Rey Mysterio (1:02:12) en 2006, sin contar la edición del Greatest Royal Rumble.
2. ↑  Después de ser eliminado atacó a Baron Corbin durante su entrada.
3. ↑  Mysterio nunca entró al ring pese a que sonó su tema de entrada, presumiblemente por un ataque de Dominik Mysterio y/o The Judgment Day tras bastidores, ya que este primero ingresó portando su característica máscara.
4. ↑  Balor ya había sido eliminado.

### Royal Rumble femenino

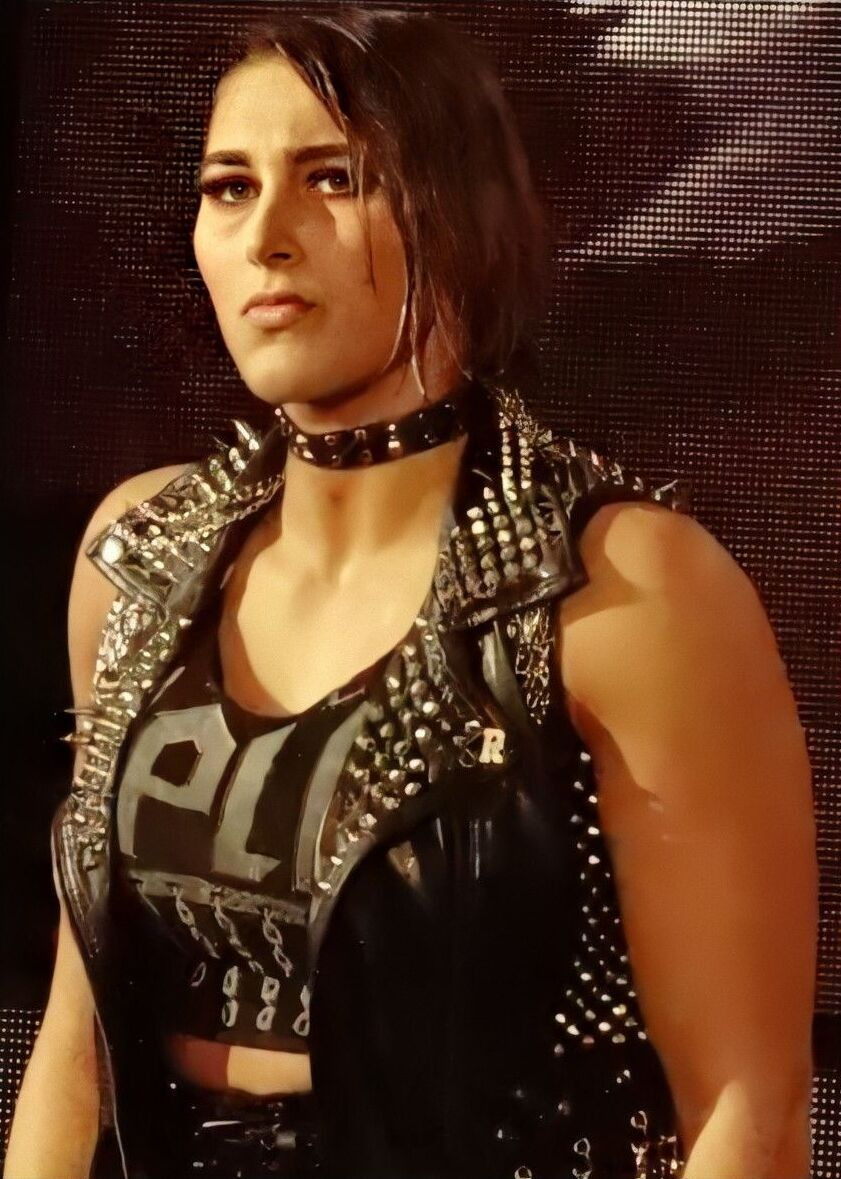
Rhea Ripley, ganadora del Royal Rumble Femenino en el Royal Rumble 2023

| N.º | Entrada          | Orden | Eliminada por                                                             | Tiempo  | Eliminaciones |
| --- | ---------------- | ----- | ------------------------------------------------------------------------- | ------- | ------------- |
| 1   | Rhea Ripley      | -     | Ganadora                                                                  | 1:01:07 | 7             |
| 2   | Liv Morgan       | 29    | Ripley                                                                    | 1:01:07 | 3             |
| 3   | Dana Brooke      | 2     | Bayley, Kai y Sky                                                         | 11:43   | 0             |
| 4   | Emma             | 3     | Kai                                                                       | 10:12   | 0             |
| 5   | Shayna Baszler   | 6     | Bayley, Kai y Sky                                                         | 13:28   | 0             |
| 6   | Bayley           | 13    | Morgan                                                                    | 27:09   | 5             |
| 7   | B-Fab            | 1     | Ripley                                                                    | 00:36   | 0             |
| 8   | Roxanne Perez    | 4     | Bayley, Kai y Sky                                                         | 04:34   | 0             |
| 9   | Dakota Kai       | 10    | Lynch                                                                     | 22:20   | 5             |
| 10  | Iyo Sky          | 11    | Lynch                                                                     | 22:49   | 5             |
| 11  | Natalya          | 5     | Bayley, Kai y Sky                                                         | 03:08   | 0             |
| 12  | Candice LeRae    | 7     | Sky                                                                       | 05:11   | 0             |
| 13  | Zoey Stark       | 16    | Deville                                                                   | 26:34   | 0             |
| 14  | Xia Li           | 14    | Vega                                                                      | 15:30   | 0             |
| 15  | Becky Lynch      | 12    | Bayley                                                                    | 10:45   | 2             |
| 16  | Tegan Nox        | 8     | Asuka                                                                     | 03:41   | 0             |
| 17  | Asuka            | 28    | Ripley                                                                    | 33:15   | 3             |
| 18  | Piper Niven      | 25    | Rodríguez                                                                 | 28:05   | 2             |
| 19  | Tamina           | 15    | McCool                                                                    | 11:58   | 0             |
| 20  | Chelsea Green    | 9     | Ripley                                                                    | 00:05   | 0             |
| 21  | Zelina Vega      | 17    | Evans                                                                     | 11:30   | 1             |
| 22  | Raquel Rodríguez | 26    | Ripley                                                                    | 20:40   | 3             |
| 23  | Mia Yim          | 24    | Niven                                                                     | 17:44   | 2             |
| 24  | Lacey Evans      | 20    | Rodríguez                                                                 | 14:05   | 2             |
| 25  | Michelle McCool  | 22    | Ripley                                                                    | 13:53   | 2             |
| 26  | Indi Hartwell    | 18    | Deville                                                                   | 04:51   | 0             |
| 27  | Sonya Deville    | 21    | Asuka                                                                     | 10:17   | 3             |
| 28  | Shotzi           | 23    | Yim                                                                       | 08:39   | 1             |
| 29  | Nikki Cross      | 27    | Morgan                                                                    | 09:16   | 1             |
| 30  | Nia Jax          | 19    | Ripley, Morgan, Asuka, Niven, Yim, Evans, McCool, Deville, Shotzi y Cross | 01:57   | 0             |